# كينغ آيلاند (جزيرة)

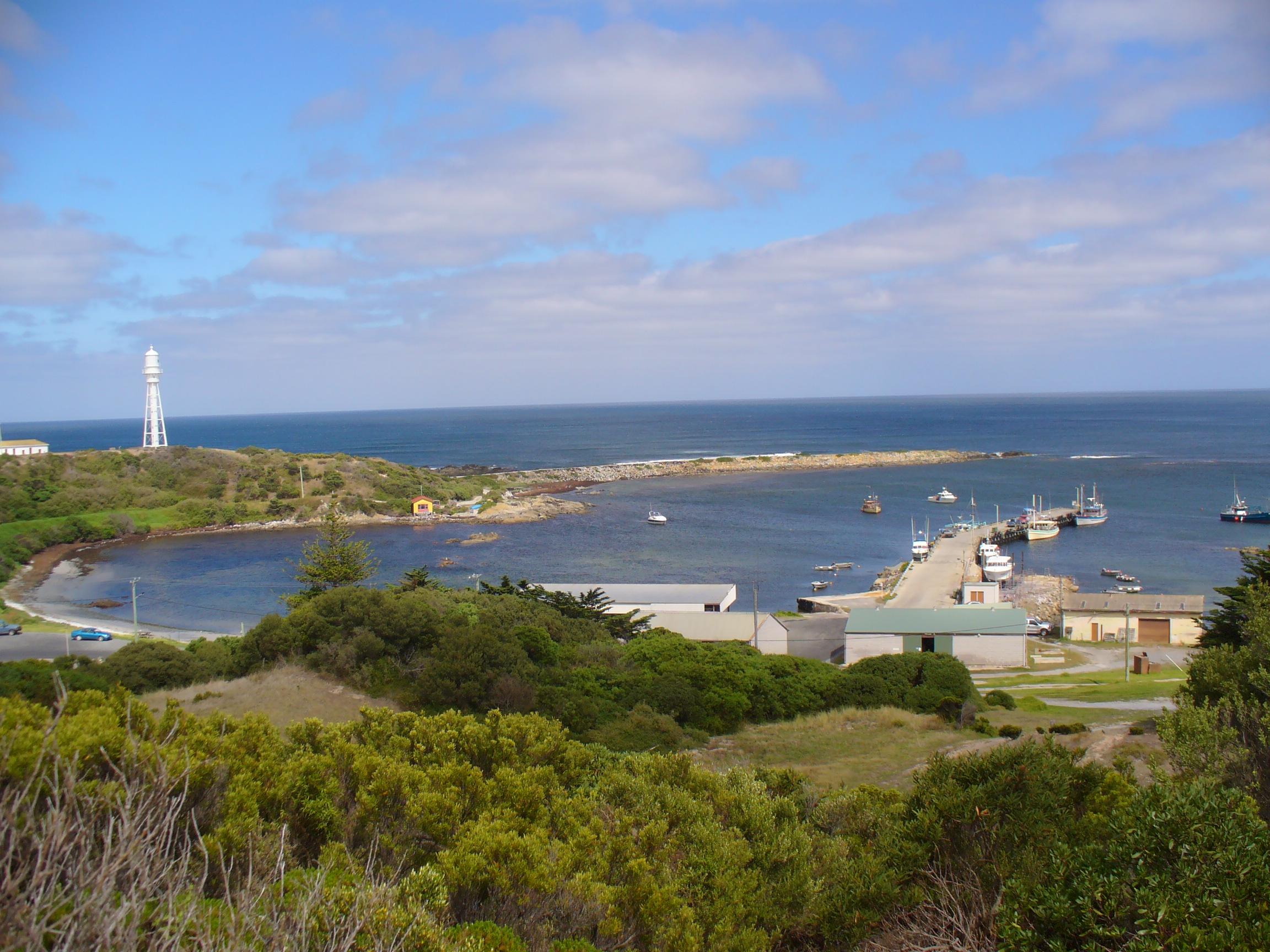
كينج آيلاند

جزيرة كينج آيلاند، (King Island (Tasmania. هي واحدة من ثلاث جزر تعرف باسم مجموعة السنة الجديدة ، وواحدة من أكثر من 330 جزيرة التي تشكل ولاية تسمانيا في أستراليا. وهي تقع في مضيق باس ويخضع للرياح الهدر الأربعينات سيئة السمعة. تشكل الجزيرة جزءًا من الفجوة الرسمية بين الأرض الأسترالية الكبرى ومضيق باس، قبالة الطرف الشمالي الغربي من جزيرة تسمانيا الرئيسية، في منتصف الطريق تقريباً بين تسمانيا وولاية فيكتوريا. أقصى نقطة في الجنوب هي ستوكس نقطة وأعلى نقطة في شمال لكيب يكهام. توجد ثلاث جزر صغيرة على الشاطئ مباشرة: جزيرة السنة الجديدة وجزيرة عيد الميلاد التي تقع إلى الشمال الغربي، وجزيرة جزيرة أصغر حجماً إلى الشرق، قبالة شاطئ بحر الفيل.

## أصل التسمية
سميت جزيرة كينج على اسم الملك فيليب قايدلي، الحاكم الاستعماري لنيو ساوث ويلز، الذي ضم أراضيه في ذلك الوقت ما يعرف الآن باسم تسمانيا. المنطقة الحكومية المحلية للجزيرة. السكان كما في تعداد عام 2011 كان 1,566.

## الموقع
وتقع قبالة الطرف الشمالي الغربي من جزيرة تسمانيا الرئيسية. في منتصف الطريق تقريباً بين تسمانيا وولاية فيكتوريا.